# Brady Haran
Brady Haran (* 18. června 1976 Adelaide, Austrálie) je australský nezávislý filmař a tvůrce internetových videí, který je známý především svou tvorbou vzdělávacích videí a dokumentárních filmů pro BBC News a své kanály na YouTube.

## Kariéra
Brady Haran studoval rok žurnalistiku a poté získal práci v novinách The Adelaide Advertiser. V roce 2002 se z Austrálie přestěhoval do britského Nottinghamu. Zde pracoval pro BBC, začal se věnovat filmu a stal se reportérem East Midlands Today, BBC News Online a několika rádiových stanic BBC. V roce 2007 Haran pracoval pro Nottingham Science City jako součást dohody mezi BBC a University of Nottingham. Jeho projekty zvané „Test Tube“ začaly s myšlenkou dokumentárních filmů o vědeckých pracovnících a jejich výzkumu, ale Brady Haran se je rozhodl zveřejnit na YouTube. Takto vznikly kanály „Periodic Videos“ a „Sixty Symbols“. Haran poté opustil BBC a začal se naplno věnovat tvorbě YouTube videí. Na projektu Periodic Videos spolupracuje s Martynem Poliakoffem. Kromě vlastních kanálů se také věnuje tvorbě podcastu Hello Internet společně s youtuberem CGP Greyem.

## Kanály na YouTube
- BackstageScience
- Bibledex
- BradyStuff
- Computerphile
- Deep Sky Videos
- FavScientist
- Foodskey
- Nottingham Science
- Numberphile
- Objectivity
- Periodic Videos
- PsyFile
- PhilosophyFile
- Sixty Symbols
- Words of the World